# Наука о Чужих
Наука о Чужих — интерактивная выставка, которая открылась в Лондонском музее науки в октябре 2005 года. Она была разработана компанией The Science of…, открытая Музеем науки и Fleming Media. Две версии выставки гастролируют по миру.

## Содержание выставки
Наука о Чужих задает вопрос «Одни ли мы во Вселенной?» через совокупность артефактов, интерактивных и аудиовизуальных экспонатов. На выставке есть вводный раздел, посвященный научным фантастическим архетипам, прежде чем перейти к рассмотрению того, что ученые могут сказать нам о реальных возможностях инопланетной жизни. Во втором разделе исследуется разнообразие жизни на Земле и экстремальные условия, в которых она может выжить. В нём рассматриваются недавние миссии к Луне и планетам в Солнечной системе и то, что они могут рассказать нам об инопланетной жизни, прежде чем перейти к исследованию некоторых вне солнечных планет.
В следующем разделе представлены две вымышленные планеты, Аврелия и Голубая Луна, а также их экосистемы, представленные учеными. Они используются для изучения факторов и параметров, управляющих жизнью на других планетах, и представлены в виде двух больших интерактивных рельефов.
Выставка завершается рассмотрением возможностей связи с инопланетным разумом, включая обзор усилий SETI и сообщений, отправляемых людьми во Вселенную, а также возможность для посетителей составить сообщение для внеземного разума. Наука о Чужих также стала бестселлером Джека Чаллонера.

## Создание
Различные эксперты давали советы по развитию выставки, в том числе Саймон Конвей Моррис, Иэн Стюарт, Джек Коэн, Джон Клют, Дугал Диксон и Марк Брейк.